# Carlos Cañeque
Carlos Cañeque (Barcelona, 1957). És professor titular de Ciència Política a la Universitat Autònoma de Barcelona i autor de nombroses publicacions, entre les quals destaquen Dios en América (1988), ¡Bienvenido mR. Berlanga! (1993) –en col·laboració amb Maite Grau- i Conversaciones sobre Borges (1995). Amb la novel·la Quién va guanyar el Premi Nadal 1997.
Com a cineasta, l'any 2012 va presentar Queridísimos intelectuales (del placer y del dolor) (2011), un film on deu intel·lectuals espanyols filosofen sobre la vida, l'erotisme, l'humor, la ironia, el patiment, el suïcidi i la mort. L'any 2013, Cañeque va fer La cámara lúcida (2013), el seu següent treball, que pren el nom de l'assaig homònim de Roland Barthes i que és un “documental de ficció” en clau de comèdia sobre el procés creatiu en què intervenen, com en el seu debut cinematogràfic, personalitats com Santiago Carrillo, Fernando Savater i Romà Gubern.
El 2016 presentà Sacramento, una ficció de “cinema dins el cinema” interpretada per Fermí Reixach, Tony Corvillo, Cristina Gamiz, Miriam Tortosa, Ariadna Cabrol, Nya de la Rubia i el mateix director. La història narra com un director de cinema vol fer una pel·lícula sobre un capellà que es torna boig i imagina tres possibles casos per definir el seu personatge. Amb els actors en blanc i negre sobre un fons en color, el film és una mirada, des de la paròdia, a la relació entre la religió i la bogeria.